# Martina Přádová
Martina Přádová (* 27. Januar 1991) ist eine tschechische Tennisspielerin.

## Karriere
Martina Přádová, die am liebsten auf Hartplätzen spielt, gewann auf der ITF Women’s World Tennis Tour bislang zwei Doppeltitel.

## Turniersiege

### Doppel
| Nr. | Datum              | Turnier             | Kategorie   | Belag     | Partnerin    | Finalgegnerinnen                        | Ergebnis |
| --- | ------------------ | ------------------- | ----------- | --------- | ------------ | --------------------------------------- | -------- |
| 1.  | 26. September 2015 | Scharm asch-Schaich | ITF $10.000 | Hartplatz | Lu Jiaxi     | Lizaveta Hancharova Anna Maria Procacci | 7:5, 7:5 |
| 2.  | 7. November 2015   | Scharm asch-Schaich | ITF $10.000 | Hartplatz | Hsu Chieh-yu | Vicky Geurinckx Melissa Ifidzhen        | 6:2, 6:4 |